# Fanol Përdedaj
Fanol Përdedaj (* 16. Juli 1991 in Đakovica, SFR Jugoslawien, heute Kosovo) ist ein deutsch-kosovarischer Fußballspieler. Er ist seit der Saison 2022/23 beim FC 08 Homburg unter Vertrag.

## Privates
Fanol Përdedaj kam im damals jugoslawischen Đakovica zur Welt, wanderte mit seiner Familie albanischer Herkunft in seiner Kindheit nach Deutschland aus und wuchs in der Hauptstadt Berlin auf. Er ist seit 2020 verheiratet.

## Vereinskarriere
In der Jugend spielte Përdedaj erst bei TSV Lichtenberg und anschließend beim 1. FC Wilmersdorf, bevor er kurz vor seinem elften Geburtstag in die Jugend von Hertha BSC wechselte. Vor der Saison 2009/10 wurde Fanol Perdedaj vom Trainer Lucien Favre erstmals in den Profikader berufen. Jedoch kam er zunächst ausschließlich bei der zweiten Mannschaft in der Regionalliga Nord zum Einsatz und saß wiederholt beim Bundesliga-Team auf der Bank. Nach verletzungsbedingten Ausfällen von Fabian Lustenberger und Pál Dárdai debütierte Përdedaj für die erste Mannschaft am 14. August 2010 in der 1. Runde des DFB-Pokals beim 2:0-Erfolg in Pfullendorf. Nur sechs Tage später spielte Perdedaj dann erstmals in der 2. Bundesliga beim 3:2-Heimerfolg über Rot-Weiß Oberhausen. Im November 2010 verlängerte er seinen Vertrag bei Hertha BSC vorzeitig bis 2015. In der Zweitligasaison 2010/11 kam er wiederholt als Einwechselspieler zum Einsatz, war jedoch unter Trainer Markus Babbel zunächst noch vierte Wahl im defensiven Mittelfeld hinter Peter Niemeyer, Fabian Lustenberger und Raffael. Mit Andreas Ottl kam für die Saison 2011/12 noch ein weiterer Konkurrent hinzu und Perdedaj fand sich in der Hinrunde nur auf der Ersatzbank wieder. Erst am 3. März 2012 debütierte er relativ überraschend unter Neu-Trainer Otto Rehhagel beim 1:0-Sieg gegen Werder Bremen als Vertreter von Peter Niemeyer in der Startelf der Berliner. In der Vorbereitung auf die Saison 2012/13 wurde Perdedaj von Trainer Jos Luhukay aus dem Profikader aussortiert und in die zweite Mannschaft versetzt. Anfang September 2012 wechselte Perdedaj auf Leihbasis zum dänischen Zweitligisten Lyngby BK. Er unterschrieb einen Vertrag bis Ende Juni 2013. Außerdem sicherte sich der Klub eine Kaufoption im Falle des sofortigen Wiederaufstiegs in die Superliga.  Nach seiner Rückkehr nach Berlin zur Saison 2013/14 fand sich Përdedaj zunächst erneut im Kader der U-23 wieder. Er absolvierte bis zur Winterpause fünf Einsätze in der Regionalliga Nordost, bevor er am 16. Januar 2014 in die 2. Bundesliga zu Energie Cottbus wechselte, wo er einen Vertrag bis zum 30. Juni 2015 erhielt. Perdedaj verlängerte seinen Vertrag nicht und wechselte in die 2. Liga zum FSV Frankfurt. Nachdem er mit Frankfurt in die 3. Liga abgestiegen war, verließ er den Verein im Sommer 2016 und wechselte zum TSV 1860 München. Nachdem er auch mit den Löwen abgestiegen war, verließ er den Verein wieder. In der Winterpause der Saison 2017/18 gab es Überlegungen zu einer Rückkehr zu den Münchnern, Përdedaj schloss sich dann aber dem Südwest-Regionalligisten 1. FC Saarbrücken an.
Im Sommer 2021 wechselte er für eine Spielzeit zum Zweitliga-Absteiger Würzburger Kickers. Trotz 27 Ligaspielen am Ende folgte dort ein weiterer Abstieg und der Durchmarsch für Würzburg in die Viertklassigkeit.
Zur Saison 2022/23 ging der ehemalige kosovarische Nationalspieler dann weiter zum FC 08 Homburg in die Regionalliga Südwest. In seiner ersten Saison kam er in 31 Ligaeinsätzen auf 7 Tore. Er schloss die Saison mit Homburg auf dem vierten Platz ab.

## Nationalmannschaftskarriere
Am 21. September 2009 erhielt Përdedaj die deutsche Staatsbürgerschaft, woraufhin er von Horst Hrubesch für die deutsche U19-Auswahl nominiert wurde, bei der Përdedaj am 18. November 2009 gegen die schottische Auswahl (Endstand 0:0) sein Debüt gab. Auch in der Qualifikation zur U19-EM 2010, welche jedoch verpasst wurde, kam Perdedaj anschließend wiederholt zum Einsatz. Am 11. Oktober 2010 gab Përdedaj sein die Debüt für die deutsche U-21-Auswahl, als er von Trainer Rainer Adrion im Freundschaftsspiel gegen die Ukraine kurz vor Spielende für Christoph Moritz eingewechselt wurde. Am 5. März 2014 debütierte Përdedaj beim 0:0 gegen Haiti beim ersten inoffiziellen Freundschaftsspiel der damaligen kosovarischen Auswahl gegen ein FIFA-Mitglied. Auch beim Debüt des Kosovo als FIFA-Mitglied spielte er das 2:0 gegen die Färöer. Bis 2018 absolvierte er insgesamt sieben offizielle sowie fünf inoffizielle Länderspiele für den Kosovo.

## Erfolge
- Deutscher Zweitligameister: 2011
- Brandenburgischer Landespokalsieger: 2015
- Meister der Regionalliga Südwest: 2018, 2020